# Stripsipher drakensbergi
Stripsipher drakensbergi är en skalbaggsart som beskrevs av Ricchiardi 1998. Stripsipher drakensbergi ingår i släktet Stripsipher och familjen Cetoniidae. Inga underarter finns listade i Catalogue of Life.